# Lee Aaker
Lee William Aaker (Inglewood, 25 settembre 1943 – Mesa, 1º aprile 2021) è stato un attore statunitense.
Attivo tra il 1949 e il 1959 come attore bambino al cinema e alla televisione, è ricordato soprattutto come il protagonista della serie televisiva per ragazzi Le avventure di Rin Tin Tin (1954-1959)

## Biografia
Apparve ancora bambino in piccole parti in film come Il più grande spettacolo del mondo (1952) e Mezzogiorno di fuoco (1952), e diede particolare prova del suo talento con due interpretazioni di bambino vittima di un rapimento, prima nel ruolo di "Red Chief" Johnny, un ragazzino pestifero dell'Alabama di cui i rapitori devono alla fine disfarsi pagando loro un riscatto alla famiglia, in uno spezzone del film La giostra umana (1952) basato sul celebre racconto umoristico Il riscatto di Capo Rosso di O. Henry, e poi nella parte del figlio dello scienziato Gene Barry in La città atomica (1952). Nel 1953 recitò al fianco di John Wayne nel western Hondo, interpretando la parte del figlio curioso di Geraldine Page.
Apparve inoltre in altri film come il thriller La marea della morte (1953) con Barbara Stanwyck, la commedia Arena (1953) con Gig Young, Allegri esploratori (1953) con Clifton Webb e Ricochet Romance (1954) con Marjorie Main. La popolarità di Aaker è legata alla serie televisiva per ragazzi Le avventure di Rin Tin Tin (1954-1959) e alla sua interpretazione del piccolo Rusty, un bambino rimasto orfano durante un'incursione indiana e salvato dai soldati di una postazione di cavalleria di stanza a Forte Apache. Rusty e il suo cane Rin Tin Tin furono protagonisti di avventure e storie di frontiera destinate a un pubblico giovanile. Non riuscendo a mantenere il successo come attore adulto, Aaker diventò poi assistente alla produzione, anche se in seguito lavorò prevalentemente come carpentiere e istruttore di sci.
Aaker è morto il 1º aprile 2021 a 77 anni a causa di un ictus.

## Riconoscimenti
- Young Hollywood Hall of Fame[4]

## Filmografia parziale

### Cinema
- Il più grande spettacolo del mondo (The Greatest Show on Earth), regia di Cecil B. DeMille (1952)
- Perdonami se ho peccato (Something to Live For), regia di George Stevens (1952)
- La città atomica (The Atomic City), regia di Jerry Hopper (1952)
- Non c'è posto per lo sposo (No Room for the Groom), regia di Douglas Sirk (1952)
- Mezzogiorno di fuoco (High Noon), regia di Fred Zinnemann (1952)
- La giostra umana (O'Henry's Full House), regia di Henry Hathaway, Howard Hawks (1952)
- Disperata ricerca (Desperate Search), regia di Joseph H. Lewis (1952)
- Il favoloso Andersen (Hans Christian Andersen), regia di Charles Vidor (1952)
- La marea della morte (Jeopardy), regia di John Sturges (1953)
- Portami in città (Take Me to Town), regia di Douglas Sirk (1953)
- Arena, regia di Richard Fleischer (1953)
- Allegri esploratori (Mister Scoutmaster), regia di Henry Levin (1953)
- Un leone per la strada (A Lion Is in the Streets), regia di Raoul Walsh (1953)
- Hondo, regia di John Farrow (1953)
- La mano vendicatrice (Ride Clear of Diablo), regia di Jesse Hibbs (1954)
- La spia dei ribelli (The Raid), regia di Hugo Fregonese (1954)
- Tra due amori (Her Twelve Men), regia di Robert Z. Leonard (1954)
- Ricochet Romance, regia di Charles Lamont (1954)
- La storia di Tom Destry (Destry), regia di George Marshall (1954)
- Pioggia di piombo (Black Tuesday), regia di Hugo Fregonese (1954)
- The Challenge of Rin Tin Tin, regia di Robert G. Walker (1958)
- Ciao, ciao Birdie (Bye Bye Birdie), regia di George Sidney (1963)

### Televisione
- The Ford Television Theatre – serie TV, episodi 1x22-2x11-2x21 (1953-1954)
- General Electric Theater – serie TV, episodio 2x20 (1954)
- Le avventure di Rin Tin Tin (The Adventures of Rin Tin Tin) – serie TV, 164 episodi (1954-1959)
- Screen Directors Playhouse – serie TV, episodio 1x08 (1955)
- 77º Lancieri del Bengala (Tales of the 77th Bengal Lancers) – serie TV, episodio 1x23 (1957)
- Rescue 8 – serie TV, episodio 2x10 (1959)

## Doppiatori italiani
Nelle versioni in italiano delle opere in cui ha recitato, Lee Aeker è stato doppiato da:
- Claudio Sorrentino in Le avventure di Rin Tin Tin (1ª voce)
- Giancarlo Nicotra in Le avventure di Rin Tin Tin (2ª voce)
- Paolo Fratini in Le avventure di Rin Tin Tin (3ª voce)
- Massimiliano Manfredi in Le avventure di Rin Tin Tin (ridoppiaggio 1980)
- Alessio Puccio in Le avventure di Rin Tin Tin (ridoppiaggio 2000)